# Dzień żywych trupów (film 1985)
Dzień żywych trupów (ang. Day of the Dead) – amerykański horror filmowy z 1985 roku. Kontynuacja kultowej Nocy żywych trupów z roku 1968.

## Fabuła
Rzesze zombie opanowały już prawie cały świat. Ekipy ratownicze poszukują ostatnich żywych ludzi. Pewien helikopter z czwórką osób na pokładzie leci nad dużym opustoszałym miastem w celu odnalezienia żywych ludzi. Jednak ich nadzieje okazały się nikłe – zombie po zjedzeniu ostatnich mieszkańców miasta, nagle powychodziły z budynków i zaczęły zmierzać w kierunku bohaterów, którzy wsiedli i odlecieli helikopterem do opustoszałej kopalni. W kopalni ukrywali się żywi ludzie w większości naukowcy, strażnicy i żołnierze. Wśród naukowców znajdował się doktor Logan pracujący nad bronią, która byłaby w stanie zlikwidować każdego żywego trupa. Później jednak wychodzi na jaw, że dr. Logan próbuje „oswoić” jednego ze złapanych zombie, imieniem „Bub”, ponieważ uważa, że zombie to też po części ludzie. Hordy zombie zbliżają się do kopalni, a bohaterowie nie tylko z nimi muszą walczyć, ale i także z szalonym naukowcem przekonanym, że jest w stanie kontrolować żywe trupy.